# Andesia oenistis
Andesia oenistis là một loài bướm đêm trong họ Noctuidae.